# Акош Сендрей
Акош Сендрей (угор. Szendrei Ákos, нар. 23 січня 2003, Сексард) — угорський футболіст, нападник клубу «Пакш» та юнацької збірної Угорщини.
Виступав також за клуби «Пакш» та «ДАК 1904».

## Клубна кар'єра
Народився 23 січня 2003 року в місті Сексард. Вихованець футбольної школи клубу «Пакш». Дорослу футбольну кар'єру розпочав 2019 року в основній команді того ж клубу, в якій провів два сезони, взявши участь в 11 матчах чемпіонату. 
Своєю грою за цю команду привернув увагу представників тренерського штабу клубу «ДАК 1904», до складу якого приєднався 2021 року. Відіграв за команду з міста Дунайска-Стреда наступний сезон своєї ігрової кар'єри.
У 2022 році орендований клубом «Відеотон», який залишив ще до завершення того ж року. 
Протягом частини 2023 року захищав кольори клубу «Дьєр» як орендований гравець. У складі «Дьєр» був одним з головних бомбардирів команди, маючи середню результативність на рівні 0,36 гола за гру першості.
З 2023 року один сезон захищав кольори клубу «Кечкемет» як орендований гравець. 
З 2024 року знову, цього разу один сезон, захищав кольори клубу «ДАК 1904». 
Згодом з 2025 року виступав у складі команд «Пакш» та «Мезйокйовешд».

## Виступи за збірні
У 2019 році дебютував у складі юнацької збірної Угорщини (U-17), загалом на юнацькому рівні взяв участь в 11 іграх, відзначившись 4 забитими голами.